# 长安镇 (封开县)
长安镇，是中华人民共和国广东省肇庆市封开县下辖的一个乡镇级行政单位。

## 行政区划
长安镇下辖以下地区：
长安社区、金星村、莫罗村、新地村、中良村、民城村、万岗村、今宝村、宝山村、西山村和东山村。